# Список эпизодов мультсериала «Эй, Арнольд!»
Мультсериал «Эй, Арнольд!» включает 100 серий по 23 минуты и одну двойную серию («Дневник» длиной 47 минут), разбитых на 5 сезонов. Большинство серий состоят из двух не связанных по сюжету эпизодов, но некоторые серии целиком состоят из одного эпизода (всего в сериале 186 эпизодов). Кроме того, к сериалу примыкают два полнометражных мультфильма.
10 июля 1996 года вышла пилотная серия мультсериала, которая в дальнейшем была переснята, как эпизод «24 часа до смерти», вышедший 9 декабря 1996 года.

## Обзор серий
| Сезон | Серии | Серии | Даты показа      | Даты показа     |
| Сезон | Серии | Серии | Первая серия     | Последняя серия |
| ----- | ----- | ----- | ---------------- | --------------- |
| 1     | 20    | 20    | 7 октября 1996   | 12 февраля 1997 |
| 2     | 20    | 20    | 22 сентября 1997 | 5 февраля 1998  |
| 3     | 19    | 19    | 31 августа 1998  | 21 декабря 1998 |
| 4     | 17    | 17    | 10 марта 1999    | 11 декабря 1999 |
| 5     | 24    | 24    | 4 марта 2000     | 8 июня 2004     |

## Эпизоды

### Первый сезон (1996—1997)
| № п/п | № в сезоне | Название                                                                                       | Дата премьеры   | Произв. код |
| --- | ---------- | ---------------------------------------------------------------------------------------------- | --------------- | ----------- |
| 1 | 1          | «Клубника и банан попадают в центр города/Велосипед Юджина» «Downtown as Fruits/Eugene’s Bike» | 7 октября 1996  | 101         |
| Клубника и банан попадают в центр города: Хельга собирается поставить спектакль «Четыре вида пищи». Арнольду и Джеральду достались роли Клубники и Банана. Друзья устали от постоянных придирок Хельги, поэтому решили сорвать премьеру спектакля и не вышли на своей остановке. Но друзья не знали, что автобус едет в депо, и теперь они оказались в незнакомом районе, где попали в неприятную ситуацию. Велосипед Юджина: Арнольд по неосторожности сломал велосипед Юджина. Он всеми силами пытается загладить свою вину, но от этого становится только хуже. |            |                                                                                                |                 |             |
| 2 | 2          | «Розовая книжечка/Экскурсия» «The Little Pink Book/Field Trip»                                 | 9 октября 1996  | 102         |
| Розовая книжечка: Один из дневников Хельги, полный любовных стихотворений, посвящённых Арнольду, попадает в руки Арнольда и Джеральда. Друзья собираются найти владельца розовой книжечки, чего Хельга боится больше всего. Экскурсия: Класс Арнольда выезжает на экскурсию в городской океанариум. Арнольд там ни разу не был, и одноклассники рассказывают ему про самое главное чудовище в океанариуме — Лока Джо (LockJaw). Как оказалось, что Лок Джо — всего лишь очень старая гигантская черепаха, и не такая страшная, как казалось детям в первом классе. Повзрослевшие дети смеются над Локом Джо, а Арнольду его стало жалко. |            |                                                                                                |                 |             |
| 3 | 3          | «Кепочка Арнольда/Парень-ступенька» «Arnold’s Hat/Stoop Kid»                                   | 14 октября 1996 | 103         |
| Кепочка Арнольда: Хельга построила в шкафу статую-идол своему возлюбленному, собранную из вещей Арнольда. И для её завершения Хельге не хватает лишь одной детали — кепочки Арнольда. Кепочка очень дорога Арнольду, так как это последний подарок от его родителей. Случилось так, что кепочка попала в руки Хельги, которой предстоит решить, кому она нужнее. Парень-ступенька: Арнольд с друзьями играли в футбол на улице, и мяч улетел на крыльцо Парня-Ступеньки. Парень-Ступенька никогда не сходит со своего крыльца и никого к себе не пускает. Арнольд решил достать свой мяч, а заодно помочь Парню-Ступеньке преодолеть свой страх. |            |                                                                                                |                 |             |
| 4 | 4          | «Преображение Хельги/Старое здание» «Helga's Makeover/The Old Building»                        | 16 октября 1996 | 104         |
| Преображение Хельги: Хельгу никогда не зовут на девичники, и некоторые ребята начали дразнить Хельгу, что она вовсе не девчонка. Хельге это обидно, и она решила доказать, что она тоже может быть как женственной. Правда, в результате получилось совсем не то, на что она рассчитывала. Старое здание: Эрни любит Арнольда как собственного сына. Поэтому он решил взять его в кабину, когда будет сносить пятисотое здание. Этим зданием оказался старый театр, который так дорог бабушке Арнольда. |            |                                                                                                |                 |             |
| 5 | 5          | «Шестиклассницы/Бейсбол» «6th Grade Girls/The Baseball»                                        | 21 октября 1996 | 105         |
| Шестиклассницы: Арнольда и Джеральда шестиклассницы Конни и Мария пригласили на танцы. Ребята собираются выглядеть круче шестиклассников и заслужить поцелуй. Дело усложняет то, что бывшие парни Конни и Марии тоже идут на эти танцы. Бейсбол: Микки Кейлин уходит из большого спорта, и участвует в последнем матче. Арнольду улыбнулась удача, и он поймал мяч, отбитый Микки. |            |                                                                                                |                 |             |
| 6 | 6          | «Жара/Снег» «Heat/Snow»                                                                        | 4 ноября 1996   | 106         |
| Жара: В городе Хиллвуд уже несколько дней стоит невыносимая жара. Нервы у всех на пределе и несправедливая цена на мороженое в грузовичке Джолли-Олли выводит детей из себя. Снег: На Хиллвуд выпал глубокий снег. Все дороги замело и школа закрыта. Казалось бы, отличное начало дня, но снег принёс с собой множество забот. |            |                                                                                                |                 |             |
| 7 | 7          | «Операция «Беспощадность»/Свободная площадка» «Operation Ruthless/The Vacant Lot»              | 30 октября 1996 | 107         |
| Операция «Беспощадность»: В городе проводится ежегодный Фестиваль сыра. Арнольд мечтает встретиться на этом фестивале с Рут. Но Хельга решает во что бы это ни стало помешать ему. Свободная площадка: Арнольд и Джеральд нашли захламлённый дворик, и решили превратить его в площадку для бейсбола. Но после того, как они расчистили его и благоустроили, дворик приглянулся взрослым людям. |            |                                                                                                |                 |             |
| 8 | 8          | «Список/Поезд-призрак» «The List/Haunted Train»                                                | 6 ноября 1996   | 108         |
| Список: Арнольд составил расписание на выходной день. В него входит всё необходимое, чтобы отлично провести время. Но с самого утра всё пошло наперекосяк. Поезд-призрак: Ещё один скучный вечер без всяких происшествий. Дедушка Арнольда, чтобы развлечь детей, рассказывает историю о поезде-призраке под номером 25, который возвращается из ада в годовщину своего последнего выхода на маршрут. А годовщина наступает как раз в эту полночь. Арнольд, Джеральд и Хельга решают выяснить всё и отправляются на железнодорожную станцию. Там они садятся в поезд с аналогичным номером, но всё, что было рассказано, оказывается лишь совпадениями. На обратном пути дедушка на слова Арнольда говорит "Я бы так не сказал!". А потом появляется настоящий поезд призрак, машинист которого поёт, что поезд просто проходит мимо станции на полном ходу. |            |                                                                                                |                 |             |
| 9 | 9          | «Самозащита/Назад к природе» «Mugged/Roughin’ It»                                              | 11 ноября 1996  | 109         |
| Самозащита: На Арнольда в подворотне напал хулиган, силой отобрал все деньги и проездной. Бабушка, узнав об этом, решила научить Арнольда приёмам самозащиты. Всем на удивление Арнольд схватывает всё на лету, но ему предстоит усвоить главный урок: что большая сила предполагает большую ответственность. Назад к природе: Поездка на природу с дедушкой, о которой Арнольд давно мечтал, оказалась не такой уж приятной: в лесу есть колючие кустарники, ядовитые ягоды и вонючие скунсы. На следующий день рядом остановился кто-то в высокотехнологичном фургончике. Как оказалось, в нём приехала Хельга со своим отцом и подружкой Фиби. Хельга — не лучший сосед, зато у них можно посмотреть телевизор и поесть омлета с ветчиной. Но стоило Бобу с Хельгой, Фиби, Арнольдом и Джеральдом отойти слишком далеко от лагеря, как у них начались неприятности: еда в сумке-холодильнике испортилась, а навигатор сломался и они заблудились. Тогда Арнольду пришлось вспомнить уроки своего дедушки, чтобы вывести всех обратно к лагерю. |            |                                                                                                |                 |             |
| 10 | 10         | «Комната № 16/Арнольд — купидон» «Door #16/Arnold as Cupid»                                    | 13 ноября 1996  | 110         |
| Комната № 16: В пансионе Sunset Arms в комнате № 16 живёт таинственный мистер Смит, который никогда не общается с другими жильцами. При этом у него отдельный душ, ему доставляют еду, почту и покупки прямо в номер. Жильцы пансиона желают знать: кто же такой этот мистер Смит, чем он занимается и от кого скрывается. Быть может это прояснит посылка, оставленная для мистера Смита? Арнольд — купидон: Оскара выгнала жена, и тот решил перебраться на время в комнату Арнольда. Жить с Оскаром в одной комнате — сущее наказание, поэтому Арнольд должен найти способ снова свести Оскара и Сьюзи. |            |                                                                                                |                 |             |
| 11 | 11         | «Рождество Арнольда» «Arnold’s Christmas»                                                      | 11 декабря 1996 | 120         |
| Арнольду выпало приготовить подарок на Рождество для мистера Хьюна. Но выбрать подарок для мистера Хьюна не так просто. Единственное, о чём он мечтает — найти свою дочь, которую он потерял во время войны. Арнольд решил найти дочь мистера Хьюна, для чего потребуется найти подход к местному архивариусу — мистеру Бейли. В это время Хельга ищет подарок для Арнольда. В серии присутствует аллюзия на Нэнси Синатру. |            |                                                                                                |                 |             |
| 12 | 12         | «Запасной игрок/Крутой парень» «Benchwarmer/Cool Jerk»                                         | 23 октября 1996 | 111         |
| Запасной игрок: Виттенберг — новый тренер школьной команды по баскетболу. Арнольд нарушил тактику игры, которая заключалась в том, что мяч ведёт сын тренера Такер, за что попал на скамейку запасных. Такер неплохо играет, но почему-то не может забить штрафной: возможно на него слишком сильно давит характер его отца. Арнольд согласился помочь Такеру, а заодно показать тренеру, что баскетбол — это командная игра и пытаться выехать на способностях одного игрока как минимум нечестно. Крутой парень: Арнольд стал другом Фрэнки Джи — очень крутого парня. Из-за этого он стал прогуливать школу и избегать общения со старыми друзьями. Но дружба с Фрэнки Джи не сулит Арнольду ничего хорошего. И теперь ему предстоит понять: кто его настоящий друг |            |                                                                                                |                 |             |
| 13 | 13         | «Подземка/Кашляющий Эд» «Das Subway/Wheezin’ Ed»                                               | 18 ноября 1996  | 112         |
| Подземка: После долгого и неинтересного фильма друзья Арнольда собрались идти домой. Но было уже поздно, и они могли не успеть вернуться домой до темноты. Единственный выход — ехать на метро. По закону подлости что-то сломалось, и поезд надолго остановился в тоннеле. Кашляющий Эд: На Лосином острове по легенде зарыл свой клад гангстер Кашляющий Эд. Дядя Эрл сообщил детям, что нашёл на острове монетку, которая могла быть из клада Кашляющего Эда. Дети решили отправиться на остров в поисках клада. |            |                                                                                                |                 |             |
| 14 | 14         | «Занятия с Торвальдом/Джеральд приходит в гости» «Tutoring Torvald/Gerald Comes Over»          | 28 октября 1996 | 113         |
| Занятия с Торвальдом: Торвальд уже не в первый раз остаётся на второй год. Арнольду предстоит «взять на буксир» Торвальда, чтобы он мог хотя бы сдать контрольную по математике. И Торвальд оказался не таким уж балбесом, просто к нему нужен особый подход. Джеральд приходит в гости: Однажды Джеральд напросился к Арнольду в гости. Но постояльцы Sunset Arms — очень эксцентричные и необычные люди, и Арнольд волнуется о предстоящем знакомстве с ними Джеральда. |            |                                                                                                |                 |             |
| 15 | 15         | «Лучший в орфографии/Человек-голубь» «Spelling Bee/Pigeon Man»                                 | 20 ноября 1996  | 114         |
| Лучший в орфографии: Арнольд и Хельга лучше всех в классе преуспели в орфографии и их пригласили на городской конкурс Spelling bee. Большой Боб намерен сделать всё, чтобы очередной приз получила его дочь, даже если этого придётся добиться обманом. Он пробует подкупить Арнольда чеком с суммой, равной выигрышу, но чек попадает к Хельге и та делает ошибку вместо Арнольда. Таким образом Большой Боб был проучен за мошенничество. Человек-голубь: У Арнольда на крыше живут почтовые голуби. Однажды один из них, Честер, заболел, и ему предложили отнести голубя в старый дом, где живёт таинственный Человек-Голубь. Оказалось, что Человека-Голубя зовут Винсент, в детстве был обычным мальчиком, но однажды решил, что на земле не осталось хороших людей, и ему гораздо приятнее общаться с голубями. |            |                                                                                                |                 |             |
| 16 | 16         | «Ольга возвращается/Комета Салли» «Olga Comes Home/Sally’s Comet»                              | 25 ноября 1996  | 115         |
| Ольга возвращается: Ольга, старшая сестра Хельги приезжает на каникулы к себе домой. Хельга и так не избалована вниманием родителей, но после приезда Ольги о ней вовсе забыли. Чтобы хоть как-то привлечь к себе внимание, Хельга решила поиграть на одной слабости своей сестры. Комета Салли: Арнольд и Джеральд выиграли телескоп и теперь собираются посмотреть на красивейшую комету Салли, которая появляется очень редко. Но в городе слишком светло, а все удобные для наблюдения площадки за городом заняты. |            |                                                                                                |                 |             |
| 17 | 17         | «Абнер, вернись!/Король сточных вод» «Abner Come Home/The Sewer King»                          | 27 ноября 1996  | 116         |
| Абнер, вернись!: Поросёнок Абнер, любимец Арнольда, однажды потерялся. Арнольд решил во что бы это ни стало вернуть его обратно. Король сточных вод: Дедушка поручил Арнольду забрать из мастерской его любимые золотые часы. По дороге Арнольд уронил их в канализацию, и теперь ему нужно спуститься под землю, чтобы найти их. Дело осложняется тем, что эти часы приглянулись человеку, живущему в канализации и считающем себя королём крыс. |            |                                                                                                |                 |             |
| 18 | 18         | «Ложная тревога/Мировой рекорд» «False Alarm/World Records»                                    | 23 декабря 1996 | 117         |
| Ложная тревога: Юджина обвиняют в том, что он включил пожарную сигнализацию, подняв ложную тревогу. За это его могут исключить из школы. Все улики говорят против Юджина, но Арнольд не верит, что это мог сделать Юджин. И он намерен выяснить, кто именно сделал это. Мировой рекорд: Арнольд решил установить мировой рекорд, чтобы его записали в книгу рекордов. Осталось выбрать, в какой области. Нужно придумать нечто такое, что больше ни один человек в мире не сможет сделать. |            |                                                                                                |                 |             |
| 19 | 19         | «Волшебное представление/24 часа до смерти» «Magic Show/24 Hours to Live»                      | 9 декабря 1996  | 118         |
| Волшебное представление: Арнольд устроил цирковое представление, где он собирается продемонстрировать своё мастерство фокусника. Коронным номером должно стать исчезновение Хельги. Хельга решила исчезнуть «по-настоящему», чтобы сорвать представление. Воображение рисует ей, как же будут все скучать по ней, если она исчезнет. А может быть наоборот — обрадуются. Потеряв сознание, случайно сильно ударившись головой об столб, она видит сон, в котором её отец посвящает себя занятиям юности, Фиби находит новую подругу, Арнольд выбивается в иллюзионисты и собирается жениться на Рут. И если поведение отца отчасти оправдывается тем, что семьянин из него никудышный, то поведение остальных явно демонстрирует облегчение. Очнувшись Хельга наскоро исправляет свои ошибки и возвращается на представление, чтобы всё исправить и доказать, что она не такая уж плохая. 24 часа до смерти: Арнольд во время игры в бейсбол случайно сильно ушиб Гарольда мячом. Гарольд рассердился и обещал убить Арнольда. По подсказке Хельги он дал ему сутки на то, чтобы он «помучался». Хельга взялась регулярно напоминать Арнольду о его предстоящей кончине. |            |                                                                                                |                 |             |
| 20 | 20         | «День Святого Валентина» «Arnold’s Valentine»                                                  | 12 февраля 1997 | 125         |
| В день святого Валентина Арнольд решил встретиться с Рут Мак-Дугал в ресторане. В то же время Хельга хотела бы пойти в ресторан с Арнольдом. Она решила пойти на мошеническую хитрость и притвориться Сесиль — приехавшей к Арнольду из Франции подруги по переписке. Арнольд не хочет обидеть никого из них и ему придётся идти на два свидания сразу. Только Рут не знала, что свидание ей назначил Арнольд, а Хельга — что Сесиль действительно на день святого Валентина прилетает из Франции. |            |                                                                                                |                 |             |

### Второй сезон (1997—1998)
| № п/п | № в сезоне | Название                                                                                 | Дата премьеры    | Произв. код |
| --- | ---------- | ---------------------------------------------------------------------------------------- | ---------------- | ----------- |
| 21 | 1          | «Спасите дерево!/Новый учитель» «Save the Tree/New Teacher»                              | 22 сентября 1997 | 203         |
| Спасите дерево!: Могучий Пит — самое большое и самое старое дерево в районе, а домик в его кроне — любимое место для игр. Но Большой Боб собирается убрать Могучего Пита, чтобы построить на его месте магазин. Арнольд и его друзья сделают всё, чтобы не допустить этого. Новый учитель: Мисс Словак решила бросить работу учителя и профессионально заняться игрой в гольф. На её место пришёл мистер Симмонс, и стал продвигать свои «особенные», методы преподавания, которые сразу не понравились четвероклассникам. |            |                                                                                          |                  |             |
| 22 | 2          | «Любовное зелье Хельги/Тайна Джеральда» «Helga’s Love Potion/Gerald’s Secret»            | 24 сентября 1997 | 210         |
| Любовное зелье Хельги: Хельга решила, что раз уж она, в силу своего характера, не сможет стать ближе к Арнольду, надо его разлюбить. А в магазинчике у цыганки, как раз завалялся лишний пузырёк с отворотным зельем. Тайна Джеральда: Джеральд не умеет ездить на велосипеде, а впереди — велосипедная гонка, и если он не будет в ней участвовать, то опозорится перед всем своим классом. |            |                                                                                          |                  |             |
| 23 | 3          | «Сенсационное сообщение/Гарольд и котёнок» «The Big Scoop/Harold’s Kitty»                | 29 сентября 1997 | 201         |
| Сенсационное сообщение: Арнольд и Хельга выпускают собственные школьные газеты. Хельга делает ставку на невероятные сенсации, пусть они даже окажутся утками, в то время как Арнольд собираться публиковать только проверенные факты. Гарольд и котёнок: Гарольд — грубиян и драчун, вдруг смягчается, когда находит потерявшегося котёнка. Он настолько к нему привязался, что наотрез отказывается возвращать настоящей хозяйке, и прогоняет её вон из своего дома. В своём стремлении Гарольд доходит до того, что накрепко запирается в доме и не открывает дверь даже в ответ на требования своих родителей, полиции, и общества охраны животных. Арнольду с большим трудом удаётся проникнуть внутрь дома, и вразумить Гарольда. |            |                                                                                          |                  |             |
| 24 | 4          | «Самый длинный понедельник/Любимец Юджина» «Longest Monday/Eugene’s Pet»                 | 1 октября 1997   | 207         |
| Самый длинный понедельник: Для четвероклашек этот понедельник — самый ужасный день в году. Потому, что сегодня день мусора — день, когда пятиклассники ловят четвероклассников и сажают их в мусорные баки. Любимец Юджина: Арнольд случайно убил любимую золотую рыбку Юджина. Видя, как тоскует по ней Юджин, он решил найти ему такого питомца, с которым ничего не случится. |            |                                                                                          |                  |             |
| 25 | 5          | «Обезьянья болезнь/Большой Цезарь» «Monkey Business/Big Caesar»                          | 6 октября 1997   | 205         |
| Обезьянья болезнь: После урока, на котором говорилось об опровергнутых заболеваниях древности, Хельга обнаружила у себя симптомы одной из них — «обезьяньего нуклеозиса». Она решила, что скоро превратится в обезьяну, и поэтому должна успеть сделать всё самое важное в её жизни. Большой Цезарь: Арнольд и Джеральд решили пойти на состязания рыболовов, считая, что смогут поймать легендарную гигантскую доисторическую рыбу: Большого Цезаря. |            |                                                                                          |                  |             |
| 26 | 6          | «Выкуп/Мисс Совершенство» «Ransom/Ms. Perfect»                                           | 8 октября 1997   | 204         |
| Выкуп: Кто-то похитил любимую игрушку Тимберли, и теперь требует выкуп. Не желая больше выносить причитаний Тимберли, Арнольд и Джеральд решили заняться поиском похитителя. Мисс Совершенство: В классе Арнольда новенькая — девочка по имени Лайла. Она красивая и обаятельна, и вскоре завоёвывает симпатию у мальчиков и лютую ненависть у девочек. |            |                                                                                          |                  |             |
| 27 | 7          | «Хэллоуин Арнольда» «Arnold’s Halloween»                                                 | 29 октября 1997  | 214         |
| Накануне Дня всех святых Арнольд и Джеральд решили разыграть всех своих знакомых людей, для чего организовали «пиратскую» радиопередачу, в которой сообщили о нападении пришельцев, на город. Шутка тем временем зашла слишком далеко, и в пришельцев поверил весь город. |            |                                                                                          |                  |             |
| 28 | 8          | «Арнольд спасает Сида/Прогул» «Arnold Saves Sid/Hookey»                                  | 13 октября 1997  | 202         |
| Арнольд спасает Сида: Арнольд спас Сида от падающей вывески ресторана. Теперь Сид решил, что он у Арнольда в неоплатном долгу и будет ему прислуживать до конца своей жизни. Прогульщики: Арнольд и Джеральд решили прогулять школу. Тут главное не попасться на глаза кому-нибудь из знакомых людей, что очень непросто. Куда бы Арнольд и Джеральд не пошли, их почти ловят в каждом месте, что как бы намекает, что они ввязались в весьма неблагонадёжное мероприятие и показывает, что тайное всегда становится явным. Они понимают это когда начинают попадать в разные ситуации, которые могут к этому привести. Отправившись на Американские Горки, они обнаруживают там школьного сторожа, склонного к осведомительству и отправившего одного из учеников в колонию для несовершеннолетних преступников. Пойдя на бейсбол, они попадают в кадр и пугаются, что это покажут в эфире. Кинотеатр встречает их концом предыдущего фильма, где один из героев выдвигает тезисы о необходимости получения образования и наличием среди зрителей домашних Арнольда. Арнольд и Джеральд маскируются, нарядившись бородатыми людьми, но из-за этого их путают с преступниками и только поимка настоящих преступников спасает их от тюрьмы. Всё случившееся предельно жёстко демонстрирует Арнольду и Джеральду всю наивность их представлений о возможности сделать что-то противозаконное безнаказанно. Они хотят сделать явку с повинной, но Стинки встречает их сообщением о школьном празднике, который они пропустили. Арнольд и Джеральд думают какая в этой истории может быть мораль. |            |                                                                                          |                  |             |
| 29 | 9          | «Охота с видеокамерой/Фиби лжёт» «Freeze Frame/Phoebe Cheats»                            | 15 октября 1997  | 209         |
| Охота с видеокамерой: У Арнольда новая видеокамера. Когда он снимал происходящее в парке, в кадр попал подозрительный человек. Нужно выяснить, кто он такой, и что он замышляет. Фиби лжёт: Фиби, как лучшая ученица в классе, решила поучаствовать в поэтическом конкурсе. После того, как звание лучшего автора сочинения и лучшего ученика недели достались другим, Фиби отказалась мириться с тем, что сегодня не её день. Она так хотела выиграть, что пошла на обман: списала чужие стихи. Статуэтка приз всячески строго упрекает её за обман. Фиби, пробуя избежать упрёков, старается избавиться от статуэтки, но та постоянно к ней возвращается и продолжает сурово упрекать. В конце концов Фиби сознаётся в обмане, а мистер Симмонс объясняет ей, что понятие "лучший" не ограничивается только отличием в учёбе и наградами. |            |                                                                                          |                  |             |
| 30 | 10         | «Американский футбол/Джеральд переезжает» «Mud Bowl/Gerald Moves Out»                    | 20 октября 1997  | 208         |
| Американский футбол: Пятиклассники решили сыграть в футбол с классом Арнольда. Кажется, пятиклассники гораздо сильнее, и четвероклассникам никогда их не победить. Джеральд переезжает: Джеральд устал от того, как относятся к нему его родные. Он решил переехать к Арнольду и начать жить самостоятельно. Оказалось, это не так легко, как он себе это представлял. |            |                                                                                          |                  |             |
| 31 | 11         | «Карьера бизнесмена/Лучшие друзья» «The High Life/Best Friends»                          | 22 октября 1997  | 206         |
| Карьера бизнесмена: Джеральду удалось заработать неплохие деньги на продаже часов. Но карьера бизнесмена несёт с собой и множество трудностей, которые Джеральду придётся преодолевать самому. Лучшие друзья: Арнольд готовил вместе с Рондой и Надин выступление. Но подруги поссорились, и теперь Арнольду придётся искать способ их помирить: ведь он не сможет разорваться между ними. |            |                                                                                          |                  |             |
| 32 | 12         | «Железный Фил/Прекрасные каникулы» «Steely Phil/Quantity Time»                           | 10 ноября 1997   | 211         |
| Железный Фил: Дедушка Арнольда раньше был вице-чемпионом по китайским шашкам, но потерял веру в себя. Арнольд собирается помочь дедушке завоевать титул чемпиона. Прекрасные каникулы: Мириам решила съездить к маме на неделю, и оставила Хельгу с Большим Бобом. Попытки подружиться с дочерью обречены на провал: ведь он не помнит даже, сколько ей лет. |            |                                                                                          |                  |             |
| 33 | 13         | «Состязание обжор/Очки Ронды» «Eating Contest/Rhonda’s Glasses»                          | 19 ноября 1997   | 212         |
| Состязание обжор: В Хиллвуде состоится ежегодное состязание обжор. Арнольду пришлось в нём участвовать, так как это — семейная традиция. Более того, его дедушка в своё время победил в этом состязании и ждёт того же от Арнольда. Тем временем, на районе объявился невероятный обжора, которого, казалось бы, невозможно победить. Очки Ронды: Выяснилось, что у Ронды плохое зрение и ей придётся носить очки. А Ронда всегда с предубеждением относилась к очкарикам. Так что теперь ей нужно будет не только самой изменить к ним своё отношение, но и заставить сделать это всех, кто смеялся над очкариками. |            |                                                                                          |                  |             |
| 34 | 14         | «Хельгин ухажёр/Как втрескаться в училку» «Helga’s Boyfriend/Crush on Teacher»           | 8 января 1997    | 121         |
| Хельгин ухажёр: Хельга решила, что сможет привлечь внимание Арнольда, если заставит его ревновать. Для этого она сговорилась со Стинки, что они будут изображать, будто встречаются с друг с другом. Правда, Арнольд не собирается обращать внимания на Хельгу, зато в неё влюбился Стинки. Как втрескаться в училку: Мисс Словак, учительница Арнольда, в отпуске и уроки теперь ведёт мисс Фелтер. Арнольд вдруг обнаружил, что влюбился в неё. И ему уже начинает казаться, что мисс Фелтер тоже неравнодушна к нему. |            |                                                                                          |                  |             |
| 35 | 15         | «Дежурный/Бар-мицва Гарольда» «Hall Monitor/Harold’s Bar Mitzvah»                        | 13 января 1997   | 122         |
| Дежурный: После того, как прошёл срок дежурства Хельги, пост перешёл к Фиби. Хельга решила научить Фиби, как строго обращаться с нарушителями. Но Фиби усвоила урок Хельги слишком буквально. Бар-мицва Гарольда: Сегодня у Гарольда Бар-мицва и он теперь будет считаться мужчиной. Но Гарольд боится становиться взрослым: ведь теперь ему придётся самому отвечать за свои поступки. Он решает сбежать на необитаемый остров. Но ему по дороге попадается Арнольд и после нескольких приключений, в ходе которых Гарольд совершает 3 добрых дела, Гарольд понимает, что его новые обязанности не такие уж и сложные. |            |                                                                                          |                  |             |
| 36 | 16         | «Тренер Виттенберг/Четырёхглазый Джек» «Coach Wittenberg/Four-Eyed Jack»                 | 22 января 1997   | 123         |
| Тренер Виттенберг: Одноклассники Арнольда решили поучаствовать в турнире по боулингу. Им нужен тренер, а заявку на игру нужно подавать в течение часа. За это время они смогли найти только Виттенберга, который за прошедшее время сменил не одну работу тренера и стал очень нервным. Четырёхглазый Джек: Однажды ненастным вечером Арнольд нашёл в своей комнате чьи-то старые очки. Дедушка рассказал, что эти очки носил когда-то Четырёхглазый Джек — жилец пансиона, который исчез прямо из своей комнаты при таинственных обстоятельствах. |            |                                                                                          |                  |             |
| 37 | 17         | «Юджин становится плохим/Что за опера, Арнольд?» «Eugene Goes Bad/What’s Opera, Arnold?» | 24 ноября 1997   | 213         |
| Юджин становится плохим: После того, как Юджин узнал, что его любимый киногерой в жизни вовсе не такой, как на экране, он решил стать плохим парнем. Что за опера, Арнольд?: Одноклассников Арнольда привезли на оперу. Опера оказалась довольно скучной для них, и они заснули. |            |                                                                                          |                  |             |
| 38 | 18         | «Гонки Тур де Понд/Забастовка учителей» «Tour de Pond/Teachers Strike»                   | 27 января 1997   | 124         |
| Гонки Тур де Понд: Арнольд и Джеральд решили участвовать в гонке радиоуправляемых корабликов. Но один из участников гонок — Рекс Смайт-Хиггинс третий, задиристый парнишка, дедушка которого в прошлом обманом обыграл дедушку Арнольда, ни за что не хочет уступать кому-либо первое место. Забастовка учителей: В школе забастовка из-за того, что директор Вортз заставляет учителей экономить на самом необходимом. Дети рады, что не надо ходить в школу, но оказалось, что дни забастовки будут вычтены из их летних каникул. Поэтому Арнольд решил стать посредником между учителями и директором. |            |                                                                                          |                  |             |
| 39 | 19         | «Прерванная дружба/Биосреда» «Part-Time Friends/Biosquare»                               | 6 января 1997    | 119         |
| Прерванная дружба: Арнольд и Джеральд подрабатывают, помогая миссис Вителло в цветочном магазине. Когда миссис Вителло повредила спину, все заботы по магазину упали на Арнольда и Джеральда. Джеральд взялся за административную работу, а Арнольд — за художественную. Но Джеральд слишком увлёкся и между друзьями возникло непонимание. Биосреда: Арнольду и Хельге в качестве эксперимента предстоит провести 24 часа в изолированной биосреде: оранжерее на заднем дворе Арнольда. Провести 24 часа рядом с Хельгой оказалось гораздо сложнее, чем он думал. |            |                                                                                          |                  |             |
| 40 | 20         | «Убежавшая платформа/Партнёры» «Runaway Float/Partners»                                  | 5 февраля 1997   | 126         |
| Убежавшая платформа: Платформа, которую спроектировал Арнольд, может стать лучшей платформой на предстоящем параде. Но у школы нет денег на реализацию столь масштабного проекта. Лишь Большой Боб согласился финансировать постройку платформы при условии, что она увеличит объём продаж пейджеров. Партнёры: Дино Спомони поссорился со своим другом Доном Рейнольдсом, который писал для него тексты. Оба поселились на время в пансионе Sunset Arms и безуспешно пытались начать сольную карьеру. |            |                                                                                          |                  |             |

### Третий сезон (1998)
| № п/п | № в сезоне | Название                                                                            | Дата премьеры    | Произв. код |
| --- | ---------- | ----------------------------------------------------------------------------------- | ---------------- | ----------- |
| 41 | 1          | «Хельга проговорилась/Гарольд-мясник» «Helga Blabs It All/Harold the Butcher»       | 31 августа 1998  | 305         |
| Хельга проговорилась: Веселящий газ, под которым Хельге сверлили зубы, подействовал на неё так сильно, что она по окончании операции позвонила Арнольду и оставила признание в любви на его автоответчике. Как только она отошла от газа, первым делом кинулась в дом Арнольда, чтобы избавиться от этого сообщения. Гарольд-мясник: Гарольд проголодался и не смог сдержаться: он украл большой кусок мяса из лавки мистера Грина. Гарольд теперь должен отработать украденный кусок. По прошествии нескольких дней мистер Грин больше всего желал избавиться от незадачливого работничка, в то время как Гарольду начала нравиться работа мясника. |            |                                                                                     |                  |             |
| 42 | 2          | «Тяжёлая рука/Мистер Хьюн — певец кантри» «Dangerous Lumber/Mr. Hyunh Goes Country» | 2 сентября 1998  | 307         |
| Тяжёлая рука: Арнольд отлично играет в бейсбол, но у него тяжёлая рука. Нередко, отбитый им мяч наносил кому-нибудь травму. И Арнольд решил бросить бейсбол. Но бывший его бейсбольный кумир смог помочь ему вернуться. Мистер Хьюн — певец кантри: Арнольд и Джеральд узнали, что мистер Хьюн отлично поёт, и даже сочиняет песни. Джеральд решил, что мистер Хьюн может стать популярным певцом, но мистера Хьюна устраивает его сегодняшняя работа в ресторане. |            |                                                                                     |                  |             |
| 43 | 3          | «Райский дом/Гланды Джеральда» «Casa Paradiso/Gerald’s Tonsils»                     | 21 октября 1998  | 310         |
| Райский дом: Дедушка Фил решил продать пансион и поселиться во Флориде. Но жильцы не хотят покидать пансион, и Арнольд с ними. Гланды Джеральда: Джеральду удалили гланды, после чего у него изменился голос. А ему предстояло на следующей неделе петь на школьном концерте. Джеральд долго пытался восстановить пропавший голос, полоскал горло горькими растворами, дышал чесночными парами и изо всех сил распевался, навлекая на себя недовольство родителей и гнев соседей, один из которых даже метнул помидор в его окно, но благодаря почтальону Харви понял, что его новый голос тоже неплох. Джеральд успешно исполняет свою партию. |            |                                                                                     |                  |             |
| 44 | 4          | «Комната Арнольда/Хельга против Большой Пэтти» «Arnold’s Room/Helga vs. Big Patty»  | 7 сентября 1998  | 308         |
| Комната Арнольда: Сид делает задание по истории вместе с Лоренцо. Но при выполнении задания Лоренцо собирается зайти в комнату Сида, которую тот стесняется показать. Поэтому Сид попросил у Арнольда на время одолжить его комнату. Хельга против Большой Пэтти: Хельга наговорила о Большой Пэтти много злых гадостей и Пэтти об этом узнала. Большая Пэтти собирается жестоко избить Хельгу, и её мольбы о пощаде не возымели никаких результатов. Но предотвратить драку помог Арнольд. |            |                                                                                     |                  |             |
| 45 | 5          | «Стинки в Голливуде/Ольга выходит замуж» «Stinky Goes Hollywood/Olga Gets Engaged»  | 9 сентября 1998  | 303         |
| Стинки в Голливуде: Стинки всегда страдал от неуверенности в себе. Он не ожидал, что его могут избрать лицом рекламной кампании лимонада «Yahoo Soda». Голливуд помог Стинки обрести уверенность в себе, но ненадолго. Теперь он встал перед выбором: либо окончательно потерять уважение к себе, либо отказаться от миллиона долларов. Ольга выходит замуж: Ольга, приехав к себе домой, сообщила, что влюбилась и в ближайшие дни будет свадьба. Её жених оказался вруном и подхалимом, который собирался жить на деньги Большого Боба. Он быстро втёрся в доверие к Бобу и Мириам. Хельга просекла что к чему, и сначала была рада, что избавится от своей сестры, но позже поняла, что не может спокойно смотреть, как сестра сама губит свою жизнь. |            |                                                                                     |                  |             |
| 46 | 6          | «Кёрли выходит из себя/Кумир малолеток» «Curly Snaps/Preteen Scream»                | 14 сентября 1998 | 302         |
| Кёрли выходит из себя: Кёрли так мечтал стать дежурным по мячам, что когда из-за ошибки в расписании дежурным сделали Сида, закрылся в кабинете директора и стал швырять мячи во всех, кто осмелился подойти слишком близко к нему. Кумир малолеток: Новый популярный певец Ронни стал кумиром для многих детей. Был объявлен конкурс на лучшее письмо, который выиграла Фиби. Теперь она вместе с Хельгой поехала на концерт к Ронни, а затем — поехала вместе с ним в ресторан. Но чем больше Фиби узнавала о Ронни, тем больше она в нём разочаровывалась. |            |                                                                                     |                  |             |
| 47 | 7          | «День рождения дедушки/Поездка с мамой» «Grandpa’s Birthday/Road Trip»              | 9 ноября 1998    | 314         |
| День рождения дедушки: У дедушки Арнольда день рождения. Дедушка рассказывает Арнольду о семейном проклятии, из-за которого все в его роду умирали в полночь в возрасте 81 года. Но все уверены, что дедушка в отличной форме, и сможет прожить ещё десяток-другой лет. Поездка с мамой: Хельга собиралась ехать с родителями к бабушке. Но планы Большого Боба поменялись, и Хельге придётся ехать без него. А оставаться с Мириам — всё равно, что с годовалым младенцем. Казалось бы, её худшие опасения оправдались: машина сломалась, они остались без денег, документов, да ещё и заблудились. Но всё оказалось не так плохо, и Мириам сама смогла найти выход из случившегося положения. |            |                                                                                     |                  |             |
| 48 | 8          | «Месть Сида/Американские горки» «Sid’s Revenge/Roller Coaster»                      | 2 ноября 1998    | 313         |
| Месть Сида: Директор Уортц несправедливо наказал Сида, и тот решил сделать куклу из мыла в форме директора, чтобы выместить злобу на ней. Увидев, что на следующий день директор не пришёл на работу, Сид решил, что кукла подействовала, и директор теперь умрёт. Он едет в больницу и видит там загипсованного с головы до ног. В ужасе он думает, что это Директор Уортц, но ему сообщают, что "Уортц ушёл от нас". Сид думает, что убил директора и сознаётся в случившемся Арнольду. Арнольд собирается доказать, что такого не может быть. Сид видит, как имя директора стирают с двери и парковки. Они идут к директору домой, где их встречает плачущий от лука домашний Уортца. Сид принимает это за слёзы горя, а потом видит клумбу с цветами, которую принимает за могилу и идёт сдаваться в полицию. Но в участке только смеются над его явкой с повинной. Арнольд давит куклу из мыла а потом появляется и сам Директор Уортц. Сид рад, но проговаривается про куклу и снова наказан. Он снова хочет жестоко отомстить директору. Тем временем директор спотыкается на кукле из мыла, что показывает, что несправедливость частично, но наказана. Американские горки: Арнольд с друзьями пришёл в «Диноленд» повеселиться. Но когда в парке встретили Юджина, все решили держаться от него подальше, как бы чего не случилось. Арнольд захотел опровергнуть убеждение друзей в том, что Юджин приносит несчастье, прокатившись с ним на американских горках. Но опасения его друзей подтвердились, и Арнольду придётся провести несколько часов в ожидании помощи. |            |                                                                                     |                  |             |
| 49 | 9          | «Проверка способностей/Оскар получает работу» «The Aptitude Test/Oskar Gets a Job»  | 16 сентября 1998 | 301         |
| Проверка способностей: Тестирование учеников четвёртого класса дало неожиданные результаты. Узнав результаты тестов, Гарольд стал делать невероятные успехи в учёбе, а Хельга потеряла уверенность в себе и стала вести себя как деревенщина. Причиной этого стала ошибка, возникшая по вине Юджина. В результате Симмонсу пришлось давать объяснения родителям Хельги и Гарольда, первые уже успели сжечь дневники и стихи дочери и ей пришлось восстанавливать всё своё творчество с нуля, а вот Гарольду, несмотря на непройденный тест, такой случай пошёл на пользу, так как поднял его самооценку и дал ему уверенность в себе. Оскар получает работу: Оскару никто не соглашается дать денег взаймы, так как он никогда их не возвращает. Тогда Арнольд решил найти для Оскара работу. Но Оскар никогда раньше нигде не работал, и ему теперь придётся учиться ответственности и трудолюбию. |            |                                                                                     |                  |             |
| 50 | 10         | «Арнольд предаёт Игги/Хельга и няня» «Arnold Betrays Iggy/Helga and the Nanny»      | 23 сентября 1998 | 306         |
| Арнольд предаёт Игги: Арнольд застал одноклассника Игги, прославившегося своей крутизной, в детской пижаме, и случайно разболтал об этом Сиду и Стинки. А Сид и Стинки не умеют хранить тайны, поэтому об этом сразу узнал весь класс. Игги соглашается простить друга, только если тот на себе почувствует унижение, которое испытал Игги. Хельга и няня: Большой Боб решил нанять няню в свою семью, чтобы та присматривала за Хельгой. Няня завоевала любовь и уважение не только у родителей Хельги, но и у одноклассников. Только сама Хельга не может смириться с тем, что за ней присматривает няня, и готова даже на подлость, лишь бы полностью избавиться от неё. Подлость удаётся, но изгнанница намекает Хельге, что такая злоба не доведёт её до добра, а лишь послужит причиной её вечного одиночества. |            |                                                                                     |                  |             |
| 51 | 11         | «День профессий/Эй, Гарольд!» «Career Day/Hey Harold!»                              | 14 октября 1998  | 309         |
| День профессий: Сегодня ребятам предстоит познакомиться на практике с какой-либо профессией. Арнольду по жребию выпало провести день в фургоне-холодильнике злобного мороженщика Джолли Уолли, который ненавидит детей, а ещё больше — свою работу. Вилли сменил множество мест работы, и дать работу в фургоне согласился его отец. Но и его терпение заканчивается, он собирается уволить его, если за сегодня он не продаст всё мороженое из фургона. Эй, Гарольд!: На вечеринке Гарольд подружился с Большой Пэтти. Оказалось, что у Гарольда и Пэтти много общего, но что скажут окружающие, ведь Большая Пэтти всегда была объектом насмешек? |            |                                                                                     |                  |             |
| 52 | 12         | «Шафер/Крутая вечеринка» «Best Man/Cool Party»                                      | 28 октября 1998  | 312         |
| Шафёр: Тренер Виттенберг хочет снова жениться на Тиш, с которой его разлучила его жажда первенства. Арнольд и Хельга будут на этой свадьбе соответственно другом жениха и подружкой невесты. Но прямо перед свадьбой Виттенберг чуть было снова не поставил свои отношения с Тиш под угрозу. Крутая вечеринка: Ронда затеяла очередную вечеринку, на этот раз будут приглашены только самые крутые люди. Арнольд оказался в списке крутых, но его друзьям места не нашлось. Арнольд не смог продержаться на этой вечеринке и нескольких минут, и решил устроить у себя на крыше другую вечеринку — для «лохов». |            |                                                                                     |                  |             |
| 53 | 13         | «Арнольд и Лайла/Гран-при» «Arnold & Lila/Grand Prix»                               | 18 ноября 1998   | 315         |
| Арнольд и Лайла: Хельга в сентиментальном порыве написала на стене «Арнольд любит Хельгу». Но испугавшись, что её заметят, стёрла своё имя и вписала Лайлу. Эту надпись прочла Лайла, и решила, что её оставил Арнольд. Но Арнольду пришлось объяснять Лайле, что это ошибка. Тем не менее, к ужасу Хельги, Арнольд стал замечать, что Лайла ему нравится. Гран-при: Арнольд собирается участвовать в гонках на самодельных автомобилях. Но в гонках участвует также Юджин, и авария не заставила себя долго ждать. Арнольд потерял в аварии свою машину, но если они скооперируются с Юджином, они смогут построить к городскому турниру новый автомобиль. Тогда в гонке должен будет участвовать Юджин, а значит новая авария не за горами. Но к счастью всё обошлось. Хотя Арнольд занял только второе место, но ему удалось сохранить дружбу. |            |                                                                                     |                  |             |
| 54 | 14         | «День благодарения» «Arnold’s Thanksgiving»                                         | 23 ноября 1998   | 316         |
| У Арнольда и Хельги День благодарения не задался. Арнольд устал от того, что в его доме в ноябре принято отмечать 4-е июля. Хельга же просто не собирается благодарить всю свою семью, от которой она никогда не слышала и слова благодарности. Её отец даже попробовал заставить её сделать это грубой силой, но это ни к чему не привело. Арнольд и Хельга ушли из дома и случайно встретились на улице. Они решили зайти в гости к мистеру Симмонсу, решив, что у него-то в семье всё замечательно, как в школьной пьесе. Но в семье у мистера Симмонса всё оказалось так плохо, что хуже и представить себе нельзя, но он любит своих родных такими, какие они есть ("Я благодарен за то, что хотя бы в этот день они вместе", говорит он.). Арнольд и Хельга нехотя вернулись к себе домой и обнаружили, что отношение родных к ним изменилось. Отец Хельги произнёс слова благодарности, а дед Арнольда отменил свою идиотскую традицию. |            |                                                                                     |                  |             |
| 55 | 15         | «Шоу Хельги/Наводнение» «Helga’s Show/The Flood»                                    | 30 ноября 1998   | 318         |
| Шоу Хельги: На школьном развлекательном часе Хельга решила показать пародии на своих одноклассников и учителей. Одноклассники обиделись на Хельгу. Фиби предложила ей принести извинения со сцены, но извинение показалось всем скучным, язвительные пародии им понравились больше. Наводнение: На Хиллвуд обрушилось наводнение, и четвероклассники оказались заперты в школе. Дети расстроены, что останутся в школе до утра и стали совершенно неуправляемыми. Школу стало подтапливать, и мистер Симмонс, решивший позвать помощь, попал в беду. Теперь ученикам предстоит объединиться и спасти мистера Симмонса. |            |                                                                                     |                  |             |
| 56 | 16         | «Фиби идёт на уступку/Свиная война» «Phoebe Takes the Fall/The Pig War»             | 26 октября 1998  | 311         |
| Фиби идёт на уступку: Хельга попросила Фиби уступить ей место на конкурсе эрудитов. Фиби расстроилась, и в конце концов Хельга всё же предоставила Фиби возможность выиграть. Свиная война: Одноклассники Арнольда и его Дедушка решили сделать реконструкцию Свиной Войны. Участники будут ловить Абнера и теперь ему грозит опасность. |            |                                                                                     |                  |             |
| 57 | 17         | «Раздражительная писательница/Богатенький» «Crabby Author/Rich Kid»                 | 30 сентября 1998 | 304         |
| Раздражительная писательница: Арнольду предстоит написать доклад о любимых авторах. Но о любимой писательнице Арнольда нет сведений ни в одной энциклопедии, а сама она ни за что не хотела общаться с кем-либо, и тем более рассказывать о себе. Богатенький: В классе Арнольда новый ученик по имени Лоренцо. Несмотря на то, что ему всего 9 лет, он живёт в соответствии со строгим расписанием, куда не входят детские забавы. |            |                                                                                     |                  |             |
| 58 | 18         | «Девчачьи проблемы/Школьный вечер» «Girl Trouble/School Dance»                      | 14 декабря 1998  | 317         |
| Девчачьи проблемы: Арнольд, уставший от нападок Хельги, просит совета у дедушки. Тот пытается убедить Арнольда, что Хельга в него влюбилась, но Арнольд его не слушает. Тогда дедушка рассказал о своём детстве, и о девочке, которая так же его донимала. Но и это не помогло Арнольду найти общий язык с Хельгой. Школьный вечер: Арнольду предстоит подобрать музыкальное сопровождение для школьного бала. Арнольд, по совету дедушки, решил пригласить Дино Спумони. Дино согласился на это, так как у него не было другого выбора: ему нужно где-то дать свой последний концерт, перед тем как закончить свою карьеру. Но Дино Спумони давно вышел из моды, как его воспримут одноклассники Арнольда? |            |                                                                                     |                  |             |
| 59 | 19         | «Школьный спектакль» «School Play»                                                  | 21 декабря 1998  | 319         |
| Мистер Симмонс решил поставить спектакль «Ромео и Джульетта». Но подобрать мальчишку на роль Ромео оказалось сложно: никто не соглашался целоваться на сцене. Мистеру Симмонсу удалось убедить Арнольда сыграть роль Ромео, и теперь Хельга готова на всё, чтобы заполучить роль Джульетты. |            |                                                                                     |                  |             |

### Четвёртый сезон (1999)
| № п/п | № в сезоне | Название                                                                         | Дата премьеры    | Произв. код |
| --- | ---------- | -------------------------------------------------------------------------------- | ---------------- | ----------- |
| 60 | 1          | «Полная луна/Учительница-студентка» «Full Moon/Student Teacher»                  | 10 марта 1999    | 403         |
| Полная луна: Гарольд, Стинки и Сид сняли штаны и трусы перед директором. Директор Вортс не смог увидеть лица хулиганов, но их видел Арнольд. Директор требует выдать ему тех, кто это сделал. Но Арнольд не собирается выдавать своих одноклассников, даже под страхом исключения из школы. Целый месяц Арнольд тянет с признанием, директор уже готов его исключить, но в последний момент Гарольд, Стинки и Сид сознаются в содеянном. Учительница-студентка: Ольга снова решила приехать домой. Но на этот раз она приехала надолго. Более того, она теперь будет вести уроки в четвёртом классе — Ольга решила, что так она станет ближе к своей сестре. Но чем больше она пытается добиться взаимопонимания с Хельгой, тем больше Хельга на неё злится.                                                                                 |            |                                                                                  |                  |             |
| 61 | 2          | «Большой Джино/Джейми влюбился» «Big Gino/Jamie O. in Love»                      | 15 марта 1999    | 404         |
| Большой Джино: Сид занял у Большого Джино коробки с шоколадом, чтобы их продать, но забыл поделиться с ним денежной прибылью. Теперь ему придётся ближе познакомиться со школьной «мафией». Джейми влюбился: Брат Джеральда, Джейми, вдруг перестал издеваться над ним. Оказалось, что у Джейми появилась подружка, в которую он влюбился по уши, поэтому он и стал таким добрым. Но эта девушка оказалась порядочной стервой, и Джейми попал к ней под каблук. |            |                                                                                  |                  |             |
| 62 | 3          | «День рождения Юджина/Тыква Стинки» «Eugene’s Birthday/Stinky’s Pumpkin»         | 17 марта 1999    | 401         |
| День рождения Юджина: У Юджина день рождения. Арнольд хочет устроить Юджину настоящий праздник, но различные неприятности преследуют его. Юджин подозревает, что во всех несчастиях виноват Арнольд. Тыква Стинки: Стинки считает, что он ни на что не способен. Но Арнольд уговаривает его вырастить овощ на конкурс для овощной ярмарки, которая должна состояться этой осенью, и Стинки решил попробовать. |            |                                                                                  |                  |             |
| 63 | 4          | «Королева пейджеров/Оскар не умеет читать?» «The Beeper Queen/Oskar Can’t Read?» | 29 марта 1999    | 405         |
| Королева пейджеров: Боб потянул до боли спину, и его на время выздоровления заменила на работе Мириам. Работа преобразила её, она становится энергичной и добивается успеха. Поначалу Хельге нравилась эта метаморфоза, но Мириам слишком увлеклась работой, забыв о семье. Оскар не умеет читать? : Неожиданно выяснилось, что Оскар не умеет читать. Мистер Хьюн и Эрни поспорили, что Оскар никогда не научится читать. Сначала Оскар пытался всех обмануть, но обман очень скоро раскрылся. В конце концов, Оскар всё же решился во что бы то ни стало ликвидировать свою безграмотность. |            |                                                                                  |                  |             |
| 64 | 5          | «Обед на четыре персоны/Скачки Фиби» «Dinner for Four/Phoebe Skips»              | 31 марта 1999    | 402         |
| Обед на четыре персоны: Хельга выиграла обед в дорогом ресторане на четверых людей, и решила пригласить на него Арнольда, чтобы показать, что она может быть совсем другой, или даже попытаться признаться ему в любви. Правда она перепутала ресторан и теперь ей придётся искать выход из положения. Скачки Фиби: Фиби в качестве эксперимента решили перевести в 6-й класс и она поссорилась с Хельгой. Теперь Хельге нужно искать новую подругу, а Фиби — сдружиться с девчонками из шестого класса. |            |                                                                                  |                  |             |
| 65 | 6          | «Попугай Хельги/Шоколадные черепашки» «Helga’s Parrot/Chocolate Turtles»         | 5 апреля 1999    | 407         |
| Попугай Хельги: Боб Патаки принёс Хельге попугая. Ночью Хельга стала сочинять стихи, и попугай их выучил, а утром по вине Боба — улетел. Теперь Хельга должна поймать попугая, пока никто не узнал, кто же сочинил эти стихи. Шоколадные черепашки: Арнольд и Джеральд купили у девочек-скаутов шоколадных черепашек, чтобы перепродать, но Тимберли их съела. Они решили испечь черепашек сами, но Тимберли снова всё испортила. Но, может быть, Тимберли поможет им найти деньги, чтобы оплатить купленных черепашек? |            |                                                                                  |                  |             |
| 66 | 7          | «Любовь и сыр/Гарольд контролирует вес» «Love and Cheese/Weighing Harold»        | 7 апреля 1999    | 408         |
| Любовь и сыр: В городе вновь открылся сырный фестиваль, и на этот раз Арнольд пригласил Лайлу. Хельга как всегда решила испортить ему свидание. Гарольд контролирует вес: Гарольд устал от насмешек, связанных с его избыточным весом. Оздоровительный круиз ему не помог, наоборот — он поправился. Тогда к нему на помощь решил прийти Арнольд. |            |                                                                                  |                  |             |
| 67 | 8          | «Снова в школу/История о яйце» «Back to School/Egg Story»                        | 11 сентября 1999 | 412         |
| Снова в школу: Арнольд в школе проходит десятичные дроби и обратился к деду за помощью. Но дед не окончил школу, из-за великой депрессии, потому что ему приходилось работать, чтобы зарабатывать на жизнь. Теперь дедушка решил снова пойти в школу. История о яйце: Ученикам четвёртого класса выпадает интересное задание: учеников разбили на пары «мальчик-девочка» и выдали куриное яйцо. Все выходные они должны заботиться о яйце, как о ребёнке и принести его в школу в целости и сохранности. По жребию парой Арнольду выпала Хельга, а Гарольду — Ронда. |            |                                                                                  |                  |             |
| 68 | 9          | «Девчонка что надо/Неконструктивный Арнольд» «It Girl/Deconstructing Arnold»     | 18 сентября 1999 | 409         |
| Девчонка что надо: Известный модельер решил сделать характер Хельги новым трендом. Ему удалось уговорить Хельгу стать топ-моделью, но Хельга об этом сразу пожалела. Неконструктивный Арнольд: Одноклассники Арнольда недовольны тем, что он даёт советы, когда его об этом не просят. Арнольд обиделся и совсем отказался давать кому-либо советы. |            |                                                                                  |                  |             |
| 69 | 10         | «Игрок поневоле/Воспитание Ронды» «Grudge Match/Polishing Rhonda»                | 25 сентября 1999 | 410         |
| Игрок поневоле: «Паккард» дедушки Арнольда столкнулся на стоянке с «Линкольном» Большого Боба. Решить, кто же будет ремонтировать обе машины, должен исход турнира по гольфу. Дедушка сказал, что умеет играть в гольф. Но выяснилось, что дедушка Арнольда всё это время думал, что гольфом называют теннис. Воспитание Ронды: Ронду отправляют в академию внешкольного воспитания, чтобы она усвоила правила этикета и светские манеры. Меньше всего она ожидала там встретить Большую Пэтти, но ещё меньше — что Пэтти будет делать гораздо большие успехи в обучении. |            |                                                                                  |                  |             |
| 70 | 11         | «Странный кузен/Малыш Оскар» «Weird Cousin/Baby Oskar»                           | 9 октября 1999   | 413         |
| Странный кузен: К Арнольду приезжает его кузен Арни. Он немного похож на Арнольда, но скучный, неряшливый и странный. Он любит собирать катышки и читать этикетки. При всём при этом Арни очень понравился Лайле. Малыш Оскар: Сестра попросила Сьюзи посидеть с её годовалым сыном. Но Сьюзи надо было уходить, и теперь Оскару предстоит заботиться о ребёнке в её отсутствие. |            |                                                                                  |                  |             |
| 71 | 12         | «Дедушкина сестра/Синхронное плавание» «Grandpa’s Sister/Synchronized Swimming»  | 16 октября 1999  | 416         |
| Дедушкина сестра: К дедушке приехала его сестра. Но они не разговаривали с 1927 года, после того, как погиб их любимый пёс, да и сейчас терпеть друг друга не могут. Арнольду предстоит их помирить, иначе жизнь в пансионе может превратиться в кошмар. Дедушка Арнольда пробует подстраивать своей сестре пакости и выжить её из дома, но та оборачивает всё это против него. Бабушка Арнольда показывает ему их альбом с фотографиями, где на одной из них изображён щенок Путтер, которого дедушка и его сестра имели до 1927 года и который погиб под колёсами в тот год. Арнольд находит силы объяснить дедушке и его сестре, что это была случайность и они мирятся. Синхронное плавание: Тренер Виттенберг чтобы снова доказать своей жене, что он чего-то стоит, решил подготовить команду для выступлений по синхронному плаванию. |            |                                                                                  |                  |             |
| 72 | 13         | «Хельга-лунатик/Сражающиеся семьи» «Helga Sleepwalks/Fighting Families»          | 23 октября 1999  | 414         |
| Хельга-лунатик: Хельга вдруг стала ночью ходить во сне, и чуть не попала из-за этого в глупую ситуацию. Теперь ей вместе с Фиби придётся помочь ей не наделать глупостей снова, а также по возможности найти способ избавиться от лунатизма. Сражающиеся семьи: Арнольда выбрали участвовать в телешоу «Битва семей». Постояльцы пансиона «Sunset Arms» тоже хотят участвовать, но дружной семьёй назвать их сложно. Чтобы достойно выступить в телешоу им предстоит найти общий язык. |            |                                                                                  |                  |             |
| 73 | 14         | «Извозчик без головы/Пятница, 13» «Headless Cabbie/Friday the 13th»              | 30 октября 1999  | 406         |
| Извозчик без головы: Как-то вечером Арнольд рассказал друзьям страшную историю про извозчика без головы. Эта история очень сильно напугала Гарольда, и теперь он боится идти с ребятами через парк. Пятница, 13: Пятница 13-е. Но Арнольд не суеверен и не боится плохих примет. Правда, это его не спасло от несчастий, которые приготовили ему пятиклассники. |            |                                                                                  |                  |             |
| 74 | 15         | «День ветерана» «Veterans Day»                                                   | 6 ноября 1999    | 411         |
| Дедушка Арнольда и отец Джеральда поехали в столицу штата праздновать день ветеранов. Арнольд знал, что его дедушка — ветеран Второй Мировой войны, но не догадывался, что он герой. Филу даже поставили небольшой памятник за то, что он в одиночку вывел из строя вражескую дивизию… с помощью полного грузовика испорченной тушёнки. Отец Джеральда служил во Вьетнаме писарем, но оказалось, что и он на войне однажды совершил подвиг. |            |                                                                                  |                  |             |
| 75 | 16         | «Хельга на кушетке» «Helga on the Couch»                                         | 4 декабря 1999   | 418         |
| В школе № 118 теперь есть психолог, доктор Блисс. Она решила поговорить в первую очередь с Хельгой, чтобы выяснить, почему у неё такой агрессивный характер, и почему от неё так часто и безо всякого повода достаётся Арнольду. |            |                                                                                  |                  |             |
| 76 | 17         | «Дино возвращается» «Dino Checks Out»                                            | 11 декабря 1999  | 419         |
| Дино Спомони так и не добился при жизни того признания, о котором он мечтал, и решил, что великие люди становятся известными только после своей смерти. Но умирать по-настоящему он не собирался, хотя бы потому, что хотел дождаться своей «посмертной» славы. |            |                                                                                  |                  |             |

### Пятый сезон (2000—2004)
| № п/п | № в сезоне | Название                                                                                             | Дата премьеры   | Произв. код |
| --- | ---------- | --- | --------------- | ----------- |
| 77 | 1          | «Обезьян-мен/Автобусы, велики и электрички» «Monkeyman!/Buses, Bikes, and Subways»                   | 4 марта 2000    | 415         |
| «Обезьян-мен»: Арнольд познакомился с Человеком-обезьяной — местным супер-героем, который жил на верфи в доме из коробок. Арнольд покажет ему настоящую жизнь, но не забудет ли Человек-обезьяна о своём предназначении? Автобусы, велики и электрички: Четвёртый класс отправился на экскурсию на шоколадную фабрику. На обратном пути Гарольд опоздал на школьный автобус, но вспомнила о нём только Хельга. Автобус уехал без них, так что теперь придётся самим искать дорогу домой, совершив во время поисков бесплатную поездку на электричке, и угон велосипеда-тандема, и поплавав сначала в болоте, затем в море, убегая ещё от полицейского и клоунов, и утопив лодку мистера Эрла. |            | |                 |             |
| 78 | 2          | «Маскарад Хельги/Предвыборная кампания Мистера Грина» «Helga’s Masquerade/Mr. Green Runs»            | 11 марта 2000   | 417         |
| Маскарад Хельги: Хельга любит Арнольда, но тому нравится Лайла. И тогда Хельга решила стать похожей на Лайлу, чтобы Арнольд, наконец, её заметил. И она отчасти добилась своего: на вечеринке Арнольд пробыл с ней весь вечер. Предвыборная кампания Мистера Грина: Перед лавкой мистера Грина образовалась яма. Мистер Грин решил обратиться к депутату городского совета, чтобы яму наконец заделали. Но у депутата есть более важные дела, чем его прямые обязанности. Не желая мириться с этим, мистер Грин решил сам баллотироваться в городской совет. |            | |                 |             |
| 79 | 3          | «Сид — убийца вампиров/Старшая сестра» «Sid the Vampire Slayer/Big Sis»                              | 18 марта 2000   | 501         |
| Сид — убийца вампиров: Сид, Арнольд и Стинки решили сходить на фильм про вампиров. Фильм очень впечатлил Сида, и он заподозрил, что Стинки — вампир. Куча случайных совпадений, которые происходили после этого, усилили беспокойство Сида, но Арнольд доказал, что Сид напрасно опасался и Стинки не тот, кем его представлял Сид. Старшая сестра: Ольга снова приезжает домой, но на этот раз она участвует в программе «Старшая сестра»: она будет заменять сестру Лайле. Хельге трудно в этом признаться, но она ревнует Лайлу к сестре. |            | |                 |             |
| 80 | 4          | «Мешок с деньгами/Директор Симмонс» «Bag of Money/Principal Simmons»                                 | 5 апреля 2000   | 503         |
| Мешок с деньгами: Арнольд, Джеральд и Сид нашли пакет с тремя тысячами долларов. Его доверили Арнольду, чтобы он отнёс пакет в полицию, но Арнольд потерял пакет в автобусе. Сид не верит Арнольду, считая, что Арнольд забрал пакет себе. Директор Симмонс: Директор Уортц слишком строг к ученикам и мистер Симмонс сделал ему замечание, когда в школу приезжала комиссия. Тогда директор Уортц обиделся и предложил мистеру Симмонсу самому стать директором. |            | |                 |             |
| 81 | 5          | «Во дворе новый хулиган/Фиби ломает ногу» «New Bully on the Block/Phoebe Breaks a Leg»               | 12 апреля 2000  | 504         |
| Во дворе новый хулиган: Людвиг вернулся из тюремной колонии для несовершеннолетних, и пришёл на площадку, где играли четвероклассники. Он встретил Вольфганга, и они начали спорить, кто круче. И страдали от этого прежде всего несколько четвероклассников. Фиби ломает ногу: Фиби сломала ногу. Хельга узнав об этом, едет в больницу и видит там загипсованного с головы до ног. В ужасе она думает, что это Фиби, но оказывается, что Фиби отделалась переломом одной левой ноги. Хельга почувствовала себя виноватой в этом и решила, что она будет заботиться о Фиби, пока та не поправится. Фиби только сейчас поняла, что Хельга раньше редко проявляла к ней даже уважение, не говоря о заботе, и поэтому пошла на обман ради того, чтобы это продолжалось хоть немного дольше.               |            | |                 |             |
| 82 | 6          | «Родительский турнир» «Parents Day»                                                                  | 28 декабря 1998 | 320         |
| В школе проводится родительский турнир, в котором в качестве родителей Арнольда выступят его дедушка и бабушка: ведь они в отличной форме. Во время турнира Боб Патаки назвал Арнольда сиротой. Арнольд очень обиделся, не хотел дальше участвовать в соревнованиях. Чтобы подбодрить внука, Фил рассказал Арнольду о том, как его родители познакомились, а также про тот день, когда они в последний раз отправились в джунгли. |            | |                 |             |
| 83 | 7          | «Медальон Хельги/Сид и микробы» «Helga’s Locket/Sid and Germs»                                       | 19 апреля 2000  | 506         |
| Медальон Хельги: Хельга заказала медальон с фотографией Арнольда, но Абнер, домашний поросёнок Арнольда, украл его и принёс своему хозяину. Хельга снова тайно проникает в дом Арнольда, чтобы вернуть медальон себе, пока Арнольд не узнал, кому он принадлежит. Сид и микробы: Увидев фильм о гигиене, Сид стал так бояться микробов, что даже на урок стал приходить в скафандре. А впереди — чемпионат по ловле жаб, который одноклассники Арнольда всегда выигрывали прежде всего благодаря Сиду. |            | |                 |             |
| 84 | 8          | «Наказание/Эрни влюбился» «Suspended/Ernie in Love»                                                  | 26 апреля 2000  | 509         |
| Наказание: Гарольд специально довёл директора до того, чтобы его выгнали из школы на две недели. Сначала Гарольд был рад тому, что не нужно ходить в школу, но вскоре безделье ему надоело. Однако мистер Уортц продлевает Гарольду срок наказания ещё на одну неделю. Эрни влюбился: Эрни влюбился в очень высокую девушку по имени Лола. Но так как сам он очень маленького роста, боялся признаться ей. На помощь Эрни приходит Арнольд. |            | |                 |             |
| 85 | 9          | «Лето любви» «Summer Love»                                                                           | 25 мая 2000     | 420         |
| На летние каникулы Арнольд приехал отдыхать на побережье. Как оказалось, Хельга остановилась рядом. Зато он встретил красивую девушку по имени Саммер, и, кажется, влюбился в неё. Хельга не знает: или попытаться поссорить Арнольда с Саммер и при этом самой окончательно поссориться с Арнольдом, или попробовать помириться с ним. Однако, узнав, что Саммер подружилась с Арнольдом лишь для того, чтобы победить в конкурсе песочных замков, Хельга смогла и помириться с Арнольдом, и избавиться от Саммер. |            | |                 |             |
| 86 | 10         | «В плену у дерева/Бедная Ронда» «Stuck in a Tree/Rhonda Goes Broke»                                  | 5 января 2001   | 505         |
| В плену у дерева: Юджин застрял на высоком дереве. Пытаясь помочь ему, там же оказались Арнольд и Гарольд. Единственный, кто мог бы позвать на помощь — это Шоколадный Мальчик, но он собирался сходить за шоколадом для себя. Бедная Ронда: Отец Ронды обанкротился, и Ронде пришлось поселиться у Арнольда в пансионе. Более того, ей теперь придётся собирать бутылки, чтобы заработать на ланч. А ведь об этом могут узнать её одноклассники. Ронда живет в пансионе Арнольда. |            | |                 |             |
| 87 | 11         | «Стукнутая/Железный старик» «Beaned/Old Iron Man»                                                    | 12 января 2001  | 507         |
| Стукнутая: Арнольд случайно попал Хельге бейсбольным мячиком по голове, и она от сильного удара мячика, не только потеряла сознание на несколько минут, но и также, после прихода в себя, потеряла память. Арнольд чувствует себя виноватым перед ней, и решил ухаживать за ней, пока ей не станет лучше. Память к Хельге вернулась на другое утро, но упустить свой шанс принять заботу от Арнольда она не могла. Железный старик: Дедушка Арнольда и его старый друг Джимми Кафка решили участвовать в триатлоне «Старый Железный Человек», чтобы узнать кто из них лучший. Они даже готовы рискнуть ради этого своей жизнью. |            | |                 |             |
| 88 | 12         | «Арнольд в гостях у Арни/Шоколадный мальчик» «Arnold Visits Arnie/Chocolate Boy»                     | 26 января 2001  | 510         |
| Арнольд в гостях у Арни: Арни пригласил Арнольда к себе в деревню. Арнольда удивили друзья Арни, так как они были похожи на друзей Арнольда «наизнанку». Шоколадный мальчик: Шоколадный мальчик попросил Арнольда избавить его от пристрастия к шоколаду. Сначала просто потому, что поспорил с Вольфгангом, но потом он сам понял, что его тяга к шоколаду мешает ему жить. |            | |                 |             |
| 89 | 13         | «Гарольд и Пэтти на турнире по армрестлингу/Богач» «Harold vs. Patty/Rich Guy»                       | 3 февраля 2002  | 511         |
| Гарольд и Пэтти на турнире по армрестлингу: Гарольд лучше всех в классе в армрестлинге, но победить Большую Пэтти он не смог. Теперь Сид и Стинки смеются над Гарольдом потому, что тот не смог победить девчонку. Теперь его судьба зависит от участия в турнире. Богач: На хоккейном матче Арнольд встретил эксцентричного миллиардера, который очень любит спорт. Арнольд поймал шайбу, которая могла попасть Сэмми Редману в лоб, и теперь Сэмми относится к Арнольду, как к своему сыну. Правда, у него есть сын, но с ним он не может найти общего языка. В этом ему помог Арнольд. |            | |                 |             |
| 90 | 14         | «День дурака» «April Fool’s Day»                                                                     | 1 апреля 2002   | 518         |
| Первого апреля Хельга подшучивала над Арнольдом весь день, и Арнольд решил ей отомстить. Он попросил у дедушки его знаменитый розыгрыш. Но Арнольд не знал, что этот розыгрыш может быть опасен, так как может лишить Хельгу зрения. Зрение к Хельге вскоре вернулось, но она решила отравить жизнь Арнольду, а на балу в честь 1 апреля рассказать, что обманула его. |            | |                 |             |
| 91 | 15         | «Игра Джеральда/Рыбалка» «Gerald’s Game/Fishing Trip»                                                | 27 апреля 2002  | 502         |
| Игра Джеральда: Джеральд втянулся в карточную игру и стал даже избегать общения с Арнольдом. Арнольд решил спасти своего друга. Рыбалка: Арнольд, Джеральд, Сид, Юджин, Гарольд и их отцы поехали на рыбалку на несколько дней. Но поездка оказалась не настолько приятной, как казалось вначале. Гораздо приятнее было бы отдохнуть в гостинице на берегу реки, но и дети, и родители боятся признаться в этом, чтобы не расстраивать друг друга. |            | |                 |             |
| 92 | 16         | «Женитьба» «Married»                                                                                 | 11 мая 2002     | 516         |
| У Ронды новая фишка - оригами: с его помощью она решила предсказать, кто будет чьей половинкой. По бумажке выходило, что Арнольд женится на Хельге, только на Хельге и ни на ком, кроме Хельги. Теперь Арнольду всю ночь снится кошмарный сон, в то время как Хельга видит восхитительный сон. Арнольду снится, как отец Хельги заставил его обеспечивать семью Хельги исключительно за свой счёт (возможно - последствия урока Хельги на День Благодарения), как его не уважают его же трое детей, которые все пошли в мать, а Хельге снится, как Арнольд по-рыцарски к ней относится. К счастью на следующий день выяснилось, что в оригами Ронды была ошибка и ничего этого не произойдёт. Арнольд вздыхает с облегчением. Но кое кто, всё таки мечтает как это произойдёт даже и без теста оригами. |            | |                 |             |
| 93 | 17         | «В бегах/Семейный человек» «On the Lam/Family Man»                                                   | 1 июня 2002     | 513         |
| В бегах: Гарольд, Сид и Стинки запускали модель ракеты, работающую на химикатах из кабинета химии. Ракета влетела в здание старого полицейского участка, после чего прогремел взрыв и здание разлетелось на куски. Ребята очень испугались и решили убежать из города, пока их не поймали и не посадили в тюрьму за терроризм. Они не знали, что это старое здание полицейского участка как раз в этот день должен был сносить Эрни. Семейный человек: Новый владелец ресторана, где работает Мистер Хьюн, хочет, чтобы его ресторан был семейным. Следовательно, и шеф-повар тоже. Его конкурент на эту должность готовит гораздо хуже, зато он живёт с женой и детьми. |            | |                 |             |
| 94 | 18         | «Скаковой мул/Девушка Кёрли» «The Racing Mule/Curly’s Girl»                                          | 11 января 2002  | 512         |
| Скаковой мул: Эрни, Оскар и Мистер Хьюн купили скаковую лошадь. Но оказалось, что им подсунули мула. Для мулов тоже проводятся скачки, но натренировать мула для скачек не так уж просто. Девушка Кёрли: Ронда втайне от родителей надела шубу, которую должны были подарить на день рождения её матери, и случайно испачкала её. Кёрли может помочь ей почистить шубу, так как его родители владеют химчисткой, но за это Ронда должна в течение недели принимать ухаживания от Кёрли. Как оказалось, этим её проблемы не ограничились: Кёрли хоть и псих, но не глупый человек. |            | |                 |             |
| 9596 | 1920       | «Дневник» «The Journal»                                                                              | 11 ноября 2002  | 519–520     |
| Арнольд нашёл дневник своих родителей, и теперь он узнаёт, что невероятные истории рассказанные дедом о его родителях, — правда. Серия состоит из двух частей общей продолжительностью 47 минут. |            | |                 |             |
| 97 | 21         | «Тимберли любит Арнольда/Юджин, Юджин!» «Timberly Loves Arnold/Eugene, Eugene!»                      | 28 января 2003  | 517         |
| Тимберли любит Арнольда: Тимберли влюбилась в Арнольда. Арнольд пытался отвязаться от неё до той поры, пока это не привлекло внимание Лайлы. Юджин, Юджин!: В школе № 118 ставят мюзикл «Eugene, Eugene!». В нём участвуют Юджин и Арнольд, но постановщик решил изменить концовку мюзикла. Арнольд и Юджин пытаются это предотвратить. |            | |                 |             |
| 98 | 22         | «Призрак невесты/Джеральд против Джейми» «Ghost Bride/Gerald vs. Jamie O»                            | 11 ноября 2003  | 508         |
| Призрак невесты: Мальчишки вечером пошли на кладбище, чтобы проверить легенду о призраке невесты. Эту легенду хотел рассказать Кёрли, но её по сложившемуся обычаю поведал Джеральд. Хельгу не взяли, потому что она — девчонка. Хельга на них обиделась и решила напугать их до смерти, одевшись в свадебное платье. Джеральд против Джейми: Джеральд встретил девчонку по имени Хлоя, и она ему очень понравилась, но ей, в свою очередь, очень понравился его брат Джейми. Джеральд сначала думал, что в этом виноват Джейми, который всегда присваивает то, что должно принадлежать Джеральду. |            | |                 |             |
| 99 | 23         | «Один день из жизни класса/Кризис Большого Боба» «A Day in the Life of a Classroom/Big Bob’s Crisis» | 15 ноября 2003  | 515         |
| Один день из жизни класса: Мистера Симмонса признали учителем года. Теперь один урок в его классе покажут по телевизору, и мистер Симмонс очень волнуется. Нужно, чтобы урок был похож на обычный урок в классе мистера Симмонса, но он боится, что дети наделают глупостей. Кризис Большого Боба: После того, как у Большого Боба случился сердечный приступ, он решил, что должен вместе со своей семьёй вернуться к природе и жить как жили предки. Это зашло слишком далеко, и Хельге пришлось спасать свою семью. |            | |                 |             |
| 100 | 24         | «Маленькая проблема Фиби/Дедушкин паккард» «Phoebe’s Little Problem/Grandpa’s Packard»               | 8 июня 2004     | 514         |
| Маленькая проблема Фиби: Из-за печенья, которое дал Арнольд, Фиби случайно пукнула в микрофон. Фиби настолько расстроена этим нелепым случаем, что больше не хочет ходить в школу. Арнольд сообщает об этом всему классу, и Мистер Симмонс вместе с классом идут напомнить Фиби о её лучшей стороне, но то один, то другой ученик, а потом и Мистер Симмонс срывается на упоминание случившегося. Арнольд говорит Фиби, что нужно уметь постоять за себя. Фиби так и делает и возвращает себе уважение. Дедушкин паккард: Дедушка получил награду за свою машину на конкурсе, но после конкурса её украли. Арнольд и его бабушка взялись за расследование. |            | |                 |             |

## Прочее

### 1997
1. The Helga Stories (8 июля 1997) Behind-the-Scenes Spot Hey Arnold!/The Little Pink Book/Spelling Bee/Arnold’s Hat/Helga’s Makeover/Olga Comes Home
2. Urban Adventures (8 июля 1997) Behind-the-Scenes Spot Hey Arnold!/Downtown as Fruits/Pigeon Man/Cool Jerk/Wheezin' Ed/Haunted Train
3. Arnold’s Christmas (13 октября 1997) Arnold’s Christmas/Snow

### 1998
1. Love Stinks (13 января 1998) Operation: Ruthless/Arnold’s Valentine/Helga’s Boyfriend/6th Grade Girls
2. Partners (28 июля 1998) Part-Time Friends/Gerald’s Secret/Ransom/Hookey/Partners

### 2002
1. Hey Arnold!: The Movie (VHS & DVD, 31 декабря 2002) «Bonus: Rated PG»

### 2017
1. Hey Arnold!: The Jungle Movie